# Дуги Дол
Дуги Дол је насељено мјесто у општини Крњак, на Кордуну, Карловачка жупанија, Република Хрватска.

## Историја
У току Другог свјетског рата је страдало 48 становника Дугог Дола.
До територијалне реорганизације насеље се налазило у саставу бивше велике општине Карловац. Дуги Дол се од распада Југославије до августа 1995. године налазио у Републици Српској Крајини.

## Становништво
Дуги Дол је према попису из 2011. године имао 94 становника.
| Националност       | 1991. | 1981. | 1971. | 1961. |
| Срби               | 209   | 227   | 244   | 257   |
| Хрвати             | 3     | 3     |       |       |
| Македонци          |       | 1     | 1     |       |
| Црногорци          |       | 1     |       |       |
| Словенци           |       | 1     |       |       |
| остали и непознато | 1     |       |       | 1     |
| Укупно             | 213   | 233   | 245   | 258   |

| Демографија | Демографија | Демографија |
| Година      | Становника  | Становника  |
| ----------- | ----------- | ----------- |
| 1961.       | 258         |             |
| 1971.       | 245         |             |
| 1981.       | 233         |             |
| 1991.       | 213         |             |
| 2001.       | 88          |             |
| 2011.       |             | 94          |

## Попис 1991.
На попису становништва 1991. године, насељено место Дуги Дол је имало 213 становника, следећег националног састава:
| Попис 1991.‍ | Попис 1991.‍ | Попис 1991.‍ | Попис 1991.‍ | Попис 1991.‍ |
| ----------- | ----------- | ----------- | ----------- | ----------- |
|             |             |             |             |             |
| Срби        | Срби        |             | 209         | 98,12%      |
| Хрвати      | Хрвати      |             | 3           | 1,40%       |
| Црногорци   | Црногорци   |             | 1           | 0,46%       |
| укупно: 213 |             |             |             |             |